# سوپ تره‌فرنگی
سوپ تره‌فرنگی(ویلزی: cawl cennin) سوپی است بر پایه سیب زمینی، تره فرنگی، آبگوشت (معمولا مرغ) و خامه غلیظ. سایر مواد مورد استفاده ممکن است نمک، فلفل و ادویه‌های مختلف باشد.
به‌طور کلی سیب زمینی‌ها را خرد کرده و در آبگوشت می‌پزند و تره فرنگی را خرد کرده و تفت می‌دهند. بعد از این همه مواد با هم ترکیب شده و هم می‌زنند. از پیازچه می‌توان برای تزئین استفاده کرد.
سوپ تره فرنگی به‌طور سنتی با ولز مرتبط است و یکی از آیتم‌های مهم غذاهای ولزی است. در رومانی، این سوپ محبوب است و به عنوان Ciorbă de Praz شناخته می‌شود و در فرانسه به آن Soupe aux poireaux می‌گویند. یکی از انواع سوپ تره فرنگی ویشیسویز است که معمولاً سرد سرو می‌شود.